# Manga nubifera
Manga nubifera är en fjärilsart som beskrevs av George Francis Hampson 1910. Manga nubifera ingår i släktet Manga och familjen nattflyn. Inga underarter finns listade i Catalogue of Life.